# Claude Dangon
Claude Dangon (Lyon, milieu du XVIe siècle - Lyon, 1631) est un ouvrier et commerçant en soie lyonnais, qui initiera un grand développement à l'industrie de la soie dans la capitale rhodanienne, principalement grâce à des innovations techniques.

## Relation avec le pouvoir royal
Sous le règne d'Henri IV, son contrôleur général du commerce Barthélémy de Laffemas, propose d'établir en France des manufactures d'étoffes de soie, d'argent et d'or capables de lutter contre la concurrence italienne. Un édit royal promulgué en l'an 1598 interdit l'entrée en France de soie manufacturée. Mais cette mesure radicale qui dura deux ans ne permit pas aux tisserands lyonnais et tourangeaux de remplacer les velours tissés et les somptueux brocarts à ramages et à grandes figures en provenance d'Italie.
Henri IV révoque son édit en 1600 et le remplace par un édit qui prévoit de créer en France deux "séminaires" (écoles) à Paris et à Lyon pour instruire les tisserands. Cinq ou six ans après la promulgation de l'édit de 1600, le Prévôt des Marchands et les Échevins de Lyon présentent au roi Claude Dangon comme un ouvrier capable d'entreprendre et de diriger la fabrique des étoffes à la façon de Turquie, des Indes, d'Italie ou d'ailleurs.
Claude Dangon s'était distingué en inventant et en perfectionnant un "métier à la grande tire". Le métier à la grande tire comporte un système de cordes verticales et horizontales qui permettent de lever ou d'abaisser les fils de chaînes. Ces cordes, aussi appelées "lacs" étaient en général actionnées par les enfants que l'on appelaient les tireurs de lacs.
Le roi Henri IV lui accorde en 1607, un privilège de cinq ans pour le commerce de la soie, une aide importante de six mille livres, et le titre de « maître ouvrier du Roi ». 

## Relations avec les métiers de soie
Claude Dangon commence sa carrière en obtenant du consulat de Lyon une aide pour développer son « métier à la grande tire », qui permet de réaliser des façonnés et des pièces de soie dans lesquels des dessins tissés sont insérés, qu'il fait pour les premiers venir d'Italie pour les copier.
Le privilège accordé par Henri IV en 1607 l'oblige à monter "douze métiers de velours turc de plusieurs couleurs à fond de satin et de taffetas jardinés et damasquinés", tous travaillant à la tire et à recruter des apprentis pour les former. Un compte-rendu du Consulat de Lyon de septembre 1610 montre que Claude Dangon a fait monter dix-neuf métiers et sept autres dans les boutiques de différents maîtres-ouvriers et former quelque soixante compagnons et apprentis.
Le 29 septembre 1610 Claude Dangon signe un contrat de louage avec les religieux du couvent de Notre-Dame de Confort (place des Célestins actuelle) pour y installer ses métiers et le "séminaire" pour l'instruction des apprentis.
Mais le développement de son industrie aidé par le privilège royal et les aides financières du Consulat de Lyon nuit à ses concurrents marchands d'étoffes italiennes qui usent d'artifices pour débaucher ses ouvriers et récupérer ses patrons pour les monter sur des métiers étrangers. Une lettre de jussion du 24 juin 1612 enjoint au Procureur général de Lyon de poursuivre les accusés des "voies de fait, forces et rébellions" commises contre Dangon.
Dangon malgré ces difficultés réussit à poursuivre son activité et la Fabrique lyonnaise permit de ne plus importer les façonnés d'Italie en utilisant le métier à la grande tire de Claude Dangon qui perdurera avec des améliorations apportées par Basile Bouchon puis Jean-Baptiste Falcon et enfin Vaucanson jusqu'à ce que le métier Jacquard fasse son apparition au début du XIXe siècle.

## Vie familiale et postérité
Les registres de la paroisse de Saint-Nizier nous apprennent que Claude Dangon s'est marié avec Claudine Bourdillon, qu'ils habitaient rue Confort, vis-à-vis rue Paradis, qu'ils eurent deux filles et treize petits-enfants.
Claude Dangon meurt de la peste en 1631.
Le Conseil Municipal de Lyon lui rend un hommage tardif en 1922 en donnant son nom à une rue ouverte à la Croix-Rousse.

## Sources
- Patrice Béghain, Bruno Benoit, Gérard Corneloup, Bruno Thévenan, Dictionnaire historique de Lyon, Stéphane Bachès, 2009, Lyon, p. 363,  (ISBN 978-2-915266-65-8)
- Henri d'Hennezel, directeur du musée des tissus de Lyon, Claude Dangon. Essai sur l'introduction des soieries façonnées en France-1605-1613, Lyon, imprimerie A. Rey, 1926.